# Die verlorene Ehre des Christopher Jefferies
Die verlorene Ehre des Christopher Jefferies (Originaltitel: The Lost Honour of Christopher Jefferies) ist ein britischer Fernsehfilm des Regisseurs Roger Michell aus dem 2014. Das Drehbuch schrieb Peter Morgan. Die titelgebende Hauptrolle verkörperte der Schauspieler Jason Watkins.
Der Film basiert auf dem wahren Mordfall an Joanna Yeates aus dem Jahr 2010, bei dem ihr Vermieter Jefferies fälschlicherweise mit dem Mord in Verbindung gebracht und von verschiedenen Boulevardzeitungen vorverurteilt wurde. Nachdem der tatsächliche Mörder gefasst worden war, gewann Jefferies Schadensersatzprozesse gegen mehrere der Zeitschriften.
Der Titel des Films bezieht sich auf Heinrich Bölls Erzählung Die verlorene Ehre der Katharina Blum, die sich ebenfalls kritisch mit den Praktiken der Boulevardpresse auseinandersetzt.

## Handlung
Der pensionierte Englischlehrer Christopher Jefferies lebt in seinem Haus in Bristol, in dem er zwei weitere Wohnungen vermietet. Von seinen ehemaligen Kollegen und Schülern durchaus geschätzt und vielfältig engagiert, gilt er dennoch mit seiner Pedanterie, seinen manchmal etwas bizarren Handbewegungen und seinem wirren grauen Haarschopf als Exzentriker. Im Dezember 2010 meldet sein Mieter Greg Reardon die bei ihm lebende Freundin Jo Yeates als vermisst. Nachdem man an Weihnachten 2010 ihre Leiche findet, wird Jefferies massiv von Reportern bedrängt. Seine Kommentare vor der Kamera führen nur dazu, dass die Presse ihn umso hartnäckiger beobachtet. Einige Tage später wird Jefferies wegen des Mordes an Yeates verhaftet. In den Presseberichten wird Jefferies als „seltsamer“ Freak, „gruseliger Vermieter“ oder „verrückter Professor“ dargestellt. Mangels eindeutiger Beweise erwirkt sein Anwalt Paul Okebu nach wenigen Tagen eine Freilassung gegen Kaution. In der Öffentlichkeit ist sein Ruf jedoch stark beschädigt, zahlreiche Menschen wenden sich von ihm ab oder verleugnen, ihn zu kennen.
Im Januar 2011 gerät Vincent Tabak, ein aus den Niederlanden stammender Mieter von Jefferies, der zwischenzeitlich in seine Heimat zurückgekehrt war, wieder in den Fokus der Ermittlungen. Er verstrickt sich bei einer Vernehmung durch die niederländische Polizei in Widersprüche und wird schließlich verhaftet. Im Gefängnis bekennt sich schließlich des Totschlags an Yeates schuldig. Tabak wird wegen Mordes angeklagt und zu einer lebenslangen Freiheitsstrafe verurteilt. Jefferies meidet auch nach der Verurteilung des wahren Täters zunächst weiter die Öffentlichkeit. Auf Anregung seiner Freunde engagiert er dann jedoch den Anwalt Louis Charalambous, um die Boulevardzeitungen zu verklagen, die ihn grundlos verleumdet hatten. Jefferies gewinnt und erhält schließlich Schadenersatz in unbekannter Höhe. Er wird zum Aktivisten für eine bessere Einhaltung journalistisch-ethischer Grundregeln und tritt als Sprecher bei den Befragungen der Leveson Inquiry auf.

## Veröffentlichung
Der britische Fernsehsender ITV strahlte den Film in zwei Teilen am 10. und 11. Dezember 2014 erstmals aus. Am 17. und 18. August 2020 wurde der Film bei ITV erneut ausgestrahlt.
Eine deutsche Synchronfassung entstand unter der Dialogregie von Lutz Riedel bei der Berliner VSI Synchron. In Deutschland ist der Film bislang nicht auf Blu-ray oder DVD erschienen, aber bei verschiedenen Streaming-Anbietern in deutscher Sprache erhältlich.

## Rezeption
Der Film erhielt überwiegend gute bis sehr gute Kritiken. Stephen Moss lobte den Film in einem Artikel für den Guardian als „wunderschön gemacht“, zudem zeige Jason Watkins eine herausragenden Schauspielleistung. In seiner Kritik – ebenfalls für den Guardian – nannte Filipa Jodelka den Film eine „sensible Darstellung einer Hexenjagd durch die Medien“. Jodelka lobte Jason Watkins Darstellung der Hauptfigur und das Drehbuch von Peter Morgan.
Will Dean lobte in seiner Kritik für den The Independent ebenfalls Watkins’ Schauspiel und Morgans Drehbuch, wenn auch einige Dialoge zu deutlich die Wendungen der Geschichte erahnen ließen. Dass das Mordopfer Joanna Yeates in Jefferies' erzählenswerter Geschichte zu einer Fußnote reduziert werde, nannte Dean zwar unvermeidlich, aber dennoch eine „Schande“.

## Auszeichnungen (Auswahl)
- 2015: British Academy Television Award – Beste Miniserie für Gareth Neame, Peter Morgan, Roger Michell, Kevin Loader[6]
- 2015: British Academy Television Award – Bester Hauptdarsteller für Jason Watkins[6]
- 2015: British Academy Television Craft Award – Beste Kamera und Beleuchtung – Fiction für Mike Eley[7]
- 2016: Royal Television Society Programme Awards – Drama Serial[8]
- 2016: Royal Television Society Programme Awards – Writer – Drama für Peter Morgan[8]